# 샤오미 미 패드
샤오미 미 패드(Xiaomi Mi Pad)는 샤오미가 생산한 태블릿 컴퓨터이다. 샤오미의 첫 태블릿이며 폭스콘이 제조한다. 이 장치는 16 GB, 64 GB, 이렇게 2가지 스토리지 크기로 구매가 가능하다.

## 출시
미 패드는 2014년 5월 5일 샤오미 런치 이벤트 중에 처음 공개되었다. 2015년 3월 25일 인도에서 런칭되었다.

## 기능
- 7.9" 1536 x 2048 IPS LCD의 324ppi, 고릴라 글래스 3
- 엔비디아 테그라 K1 칩셋, 2GB의 RAM
- 쿼드 코어 2.2 GHz Cortex-A15 프로세서
- 안드로이드 4.4.4 (딥러닝 MIUI 커스터마이제이션 포함)

## 주요 단점
미 패드는 전화 지원 버전이 없으므로 이 장치는 모바일 네트워크를 사용할 수 없다. 인도에서는 3개월 넘게 재고가 없었으며 개발 중단 여부에 대한 내용을 공개하지 않고 있다.